# Auxa paragibbicollis
Auxa paragibbicollis är en skalbaggsart som beskrevs av Stefan von Breuning 1976. Auxa paragibbicollis ingår i släktet Auxa och familjen långhorningar.
Artens utbredningsområde är Madagaskar. Inga underarter finns listade.